# Canton d'Eauze
Le canton d'Eauze est une ancienne division administrative française située dans le département du Gers et la région Midi-Pyrénées.
Après le redécoupage cantonal de 2014, Eauze est devenu le bureau centralisateur du nouveau canton d'Armagnac-Ténarèze.

## Géographie
Ce canton était organisé autour d'Eauze dans l'arrondissement de Condom. Son altitude variait de 95 m (Courrensan) à 232 m (Dému) pour une altitude moyenne de 170 m.

## Composition
Le canton d'Eauze regroupait dix communes et comptait 6 219 habitants (population municipale) au 1er janvier 2012.
| Communes            | Population (2012) | Code postal | Code Insee |
| ------------------- | ----------------- | ----------- | ---------- |
| Bascous             | 153               | 32190       | 32031      |
| Bretagne-d'Armagnac | 345               | 32800       | 32064      |
| Courrensan          | 375               | 32330       | 32110      |
| Dému                | 339               | 32190       | 32115      |
| Eauze               | 3 881             | 32800       | 32119      |
| Lannepax            | 569               | 32190       | 32190      |
| Mourède             | 69                | 32190       | 32294      |
| Noulens             | 105               | 32800       | 32299      |
| Ramouzens           | 175               | 32800       | 32338      |
| Séailles            | 64                | 32190       | 32423      |

## Représentation

### Conseillers généraux de 1833 à 2015
| Période      | Période           | Identité                            | Étiquette                                             | Qualité |
| ------------ | ----------------- | ----------------------------------- | ----------------------------------------------------- | --- |
| 1833         | 1845              | Arnaud Julien Canot (1778-1862)     |                                                       | Propriétaire, maire d'Eauze (1830-1848) |
| 1845         | 1848              | M. Canot (fils du précédent)        |                                                       | Propriétaire à Eauze |
| 1848         | 1852              | Luper Désiré de Bazignan            | Conservateur                                          | Propriétaire à Eauze |
| 1852         | 1854 (décès)      | Jean Dumon                          | Bonapartiste                                          | Négociant |
| 1854         | 1860 (décès)      | Victor Dominique Gounon (1800-1860) | Libéral puis Républicain modéré                       | Propriétaire, négociant en eaux-de-vie Maire d'Eauze (1854-1858)                                                                                   |
| 1861         | 1867              | Jean-Baptiste Dumon                 | Extrême droite                                        | Viticulteur, ancien officier Maire de Séailles Député (1871-1875) Sénateur (1875-1900) Ancien conseiller général du Canton de Cazaubon (1852-1858) |
| 1867         | 1871              | Jean Timothée Tourné (1816-1882)    |                                                       | Avocat général à Toulouse |
| 1871         | 1874 (annulation) | Paul Larrieu                        | Républicain                                           | Avoué et avocat à Condom |
| 1874         | 1877              | Ernest Mosquart                     | Droite                                                | Militaire, maire d'Eauze (1881-1882) |
| 1877         | 1879 (décès)      | Henri-Adolphe de Sardac             |                                                       | Médecin, maire d'Eauze (1870-1879) |
| 1879         | 1880              | Victor Mocquard                     |                                                       | Propriétaire à Lagraulet |
| 1880         | 1886              | Paul Larrieu                        | Républicain                                           | Juge d'instruction à Agen (Lot-et-Garonne) |
| 1886         | 1892              | Ferdinand Daynaud                   | Appel au peuple (Bonapartiste) puis Union des droites | Propriétaire à Vic-Fezensac Maire de Lagraulas Sénateur (1920-1924) Député (1881-1893)                                                             |
| 1892         | 1940              | Joseph Masclanis                    | Rad.ind.                                              | Docteur en médecine et viticulteur Maire de Ramouzens (?-1943) Député (1928-1932) Président du Conseil général                                     |
|              |                   |                                     |                                                       | |
| 1945         | 1968 (décès)      | Robert Daury                        | SFIO                                                  | Négociant Maire d'Eauze (1934-1940 et 1945-1965), ancien conseiller d'arrondissement                                                               |
| 31 mars 1968 | 1976              | Jean Faget                          | Rad.ind.                                              | Vétérinaire Maire d'Eauze (1971-1989) Suppléant du député Pierre de Montesquiou (1968-1976) - Député (1976-1978)                                   |
| 1976         | 1982              | Jean Desque                         | PS                                                    | Commerçant Maire d'Eauze (1965-1971) |
| 1982         | 1988              | Jean Faget                          | RPR                                                   | Vétérinaire Maire d'Eauze |
| 1988         | 2008              | Pierre Pédussaut                    | PS                                                    | Professeur Maire d'Eauze (1989-2008) |
| 2008         | 2015              | Michel Gabas                        | DVD                                                   | Pharmacien Maire d'Eauze depuis 2008 |

### Conseillers d'arrondissement (de 1833 à 1940)
| Période                                  | Période      | Identité                                            | Étiquette        | Qualité |
| ---------------------------------------- | ------------ | --------------------------------------------------- | ---------------- | --- |
| 1833                                     | 1848         | Jean Larroque-Tarboué                               |                  | Négociant, propriétaire à Eauze |
|                                          |              |                                                     |                  | |
| 1889                                     | 1901         | Marcel de Sabathier                                 | Droite           | Propriétaire à Eauze |
| 1901                                     |              | François Joseph Louis Marie Saint-Aubin (1848-1934) | Républicain      | Conseiller à la Cour de Paris Ancien Directeur des grâces au Ministère de la Justice Propriétaire, conseiller municipal de Bretagne-d'Armagnac |
|                                          |              |                                                     |                  | |
| 1919                                     | 1931 (décès) | M. Sost                                             | Bloc des Gauches | Suppléant du juge de paix à Eauze |
|                                          |              | Georges Lahire                                      | Soc.ind.         | Maire de Courrensan |
|                                          | 1940         | Robert-Adrien Daury                                 | SFIO             | Maire d'Eauze |
| 1940                                     |              |                                                     |                  | Les conseils d'arrondissement ont été suspendus par la loi du 12 octobre 1940 et n'ont jamais été réactivés                                    |
| Les données manquantes sont à compléter. |              |                                                     |                  | |

## Démographie
| 1962  | 1968  | 1975  | 1982  | 1990  | 1999  | 2006  | 2011  | 2012  |
| ----- | ----- | ----- | ----- | ----- | ----- | ----- | ----- | ----- |
| 6 571 | 6 699 | 6 888 | 6 634 | 6 389 | 6 075 | 6 094 | 6 275 | 6 219 |